# Batallón Edgar André

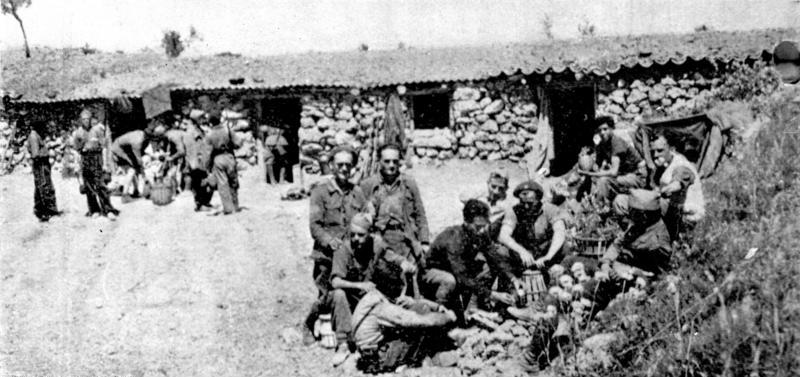
Brigadistas del batallón «Edgar André» descansando en la retaguardia, en fecha indeterminada.

El Batallón «Edgar André» fue una unidad de las Brigadas Internacionales que luchó en la Guerra Civil Española.
La unidad fue creada en octubre de 1936, tomando el nombre de «Edgar André» en honor de un comunista alemán de origen belga que había sido ejecutado por los nazis. Fue el primer batallón de las Brigadas Internacionales que se creó. El Edgar André —formado por unos 600 soldados alemanes, austriacos y yugoslavos— quedó integrado en la XI Brigada Internacional, junto a los batallones «Comuna de París» y «Dabrowski». Su primer comandante fue el alemán Hans Kahle. La unidad intervino durante la defensa de Madrid y en la Batalla de la Ciudad Universitaria, donde sufrió graves bajas aunque ganó un cierto prestigio. Durante el resto de la guerra volvería a intervenir en otras batallas importantes, especialmente en el Jarama, Brunete y el Ebro. El batallón fue disuelto en el otoño de 1938, junto al resto de efectivos de las Brigadas Internacionales.